# Olijnykowe
Olijnykowe (ukr. Олійникове) – wieś na Ukrainie, w obwodzie charkowskim, w rejonie charkowskim, w hromadzie Łypci. W 2001 liczyła 8 mieszkańców.